# Daiki Hashioka
Daiki Hashioka (橋岡 大樹, Hashioka Daiki, Saitama, 17 mei 1999) is een Japans voetballer die als verdediger speelt bij STVV.

## Clubcarrière
Hashioka begon zijn carrière in 2017 bij Urawa Reds. Hashioka veroverde er in 2018 de Beker van de keizer.

## Interlandcarrière
Hashioka maakte op 10 december 2019 zijn debuut in het Japans voetbalelftal tijdens een Oost-Aziatisch kampioenschap voetbal 2019 tegen China.

## Statistieken
| Japans voetbalelftal | Japans voetbalelftal | Japans voetbalelftal |
| Jaar                 | Wed.                 | Dlp.                 |
| -------------------- | -------------------- | -------------------- |
| 2019                 | 2                    | 0                    |
| Totaal               | 2                    | 0                    |